# Mark (rugby)

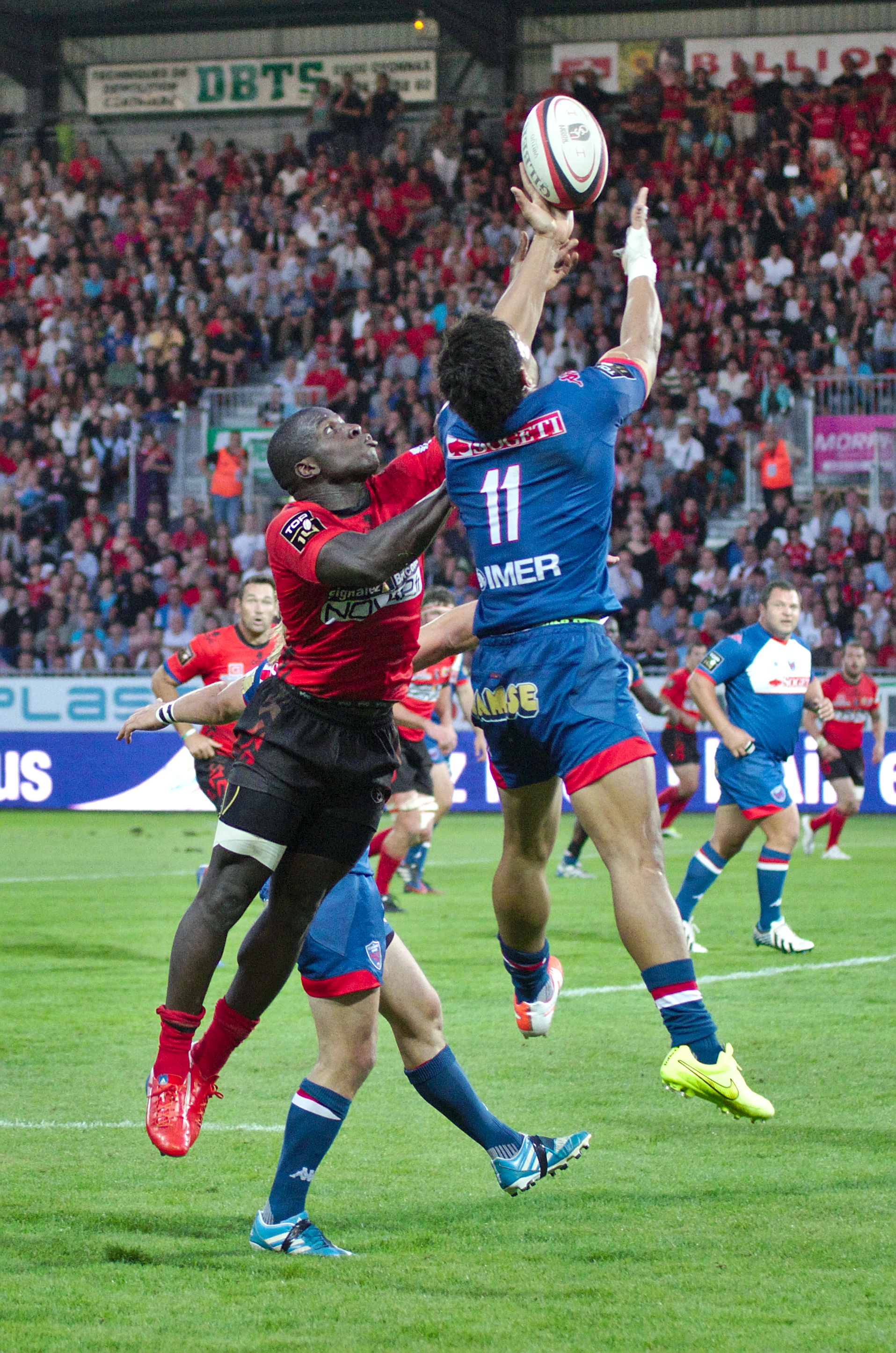
El mark se canta al recibir un balón alto.

En el rugby un jugador puede gritar mark cuando va a atrapar una pelota alta, impidiendo que sea placado por jugadores rivales, deteniendo el juego y ejecutando un tiro libre en la posición de la marca para reiniciarlo.
La regla busca evitar lesiones por un fuerte golpe, ya que derribar al oponente cuando está en el aire es peligroso.

## Regla
Para marcar una pelota, el jugador debe atraparla dentro de la línea de veintidós metros de su propio equipo. La marca la realiza un jugador (a menudo el fullback), haciendo una atrapada limpia y gritando «¡Mark!». También es común que el jugador toque el balón en el suelo o sostenga la pelota con una mano para dejar claras sus intenciones al árbitro y otros jugadores.
Si por alguna razón, el jugador no puede ejecutar el puntapié dentro de un minuto, el equipo de marcado debe realizar un scrum (y de otra manera no puede elegir un scrum). Se puede marcar una pelota si ha rebotado en los postes o en el travesaño. No se puede hacer una marca desde un saque de salida.
Después de que la bola marcada es atrapada, se aplican las reglas normales de un tiro libre, excepto en el caso de una opción de scrum. Idealmente, un scrum desde una marca debe tomarse desde la posición de la marca, pero debe estar al menos a cinco metros del toque. Si la marca se hizo en el área de in-goal, el scrum se toma a cinco metros de la línea de goal en una línea que atraviesa la marca paralela a la línea de touch pero siempre al menos a cinco metros de la línea de touch.
Si un jugador del equipo contrario carga contra el jugador que marca después de la llamada de "¡Marca!", Entonces el equipo recibirá un tiro penal lanzado desde la posición de la marca, a menos que el jugador infractor estuviera fuera de juego , en cuyo caso la penalización será ser dado desde la línea de fuera de juego.

## Historia

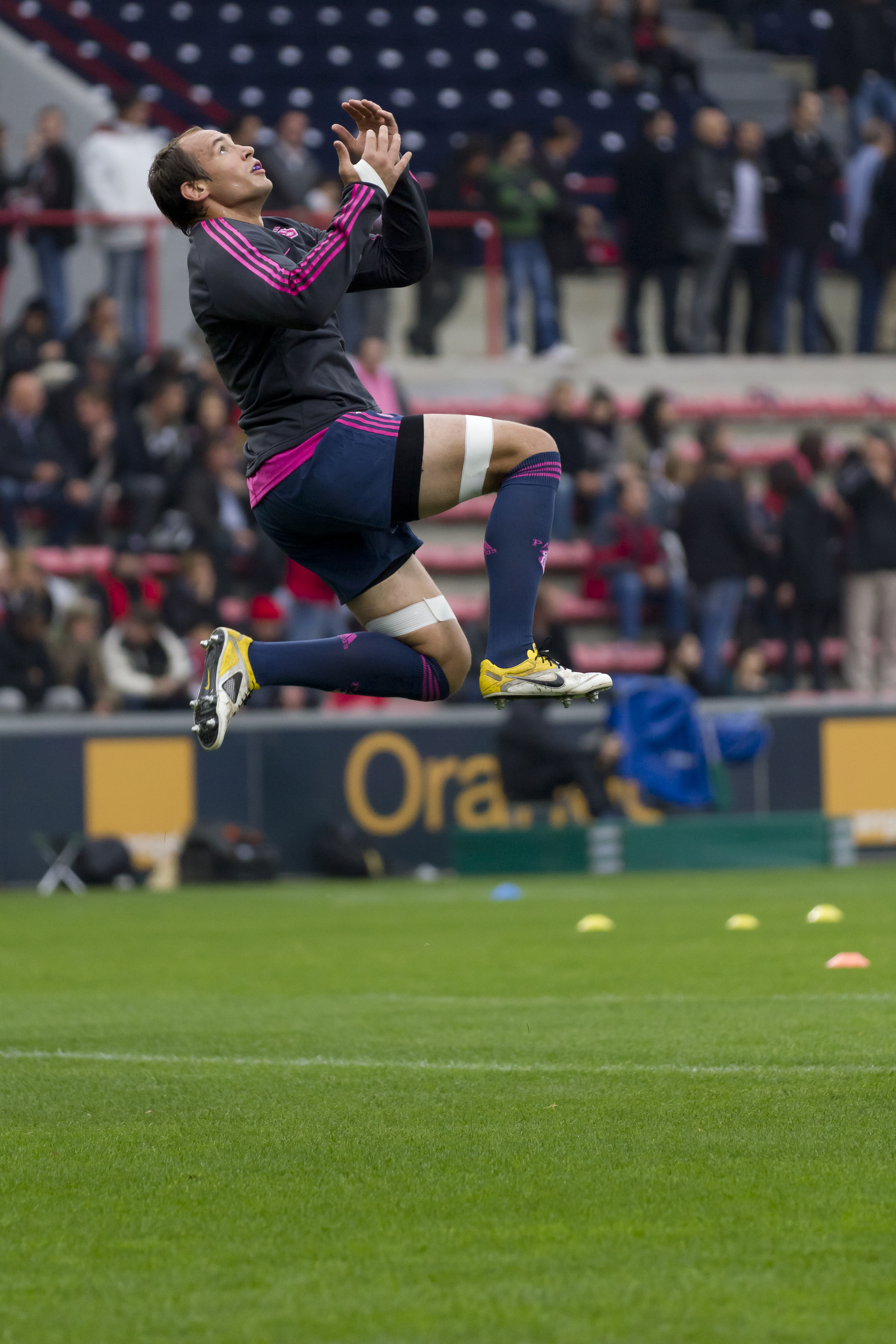
Golpear a un jugador en el aire es peligroso. El mark se canta para evitarlo.

Durante gran parte de la historia del rugby, se podía cantar el mark en cualquier lugar del campo; pero bajo condiciones más estrictas: el jugador tenía que tener ambos pies en el suelo, al lado defensor se le permitía avanzar hasta la marca en la defensa contra la patada posterior y la patada en sí tenía que impulsar la pelota al menos tan hacia adelante como la marca (en conjunción con la segunda estipulación, esto efectivamente impedía que el lado de marcación mantuviera la posesión con una tapada). Sin embargo, bajo estas restricciones se podía intentar anotar el: drop de mark.
En los años 1970 la marca se cambió a la definición dada anteriormente, excepto que se podía hacer en cualquier lugar de las 22 del propio campo; ya no es un requisito que el jugador tenga los dos pies en el suelo.

## En fútbol americano
El mark del rugby es similar a la captura justa en el fútbol americano. La patada de captura justa sigue siendo una opción después de una captura justa en la National Football League y en los partidos de la escuela secundaria, pero no es obligatorio y rara vez se usa debido a desventajas estratégicas; ha sido eliminado en las reglas del fútbol americano universitario.